# Grądy Wielkie
Grądy Wielkie – wieś w Polsce położona w województwie podlaskim, w powiecie łomżyńskim, w gminie Jedwabne.
W latach 1975–1998 miejscowość administracyjnie należała do województwa łomżyńskiego.
Wierni kościoła rzymskokatolickiego należą do parafii św. Jakuba Apostoła w Jedwabnem.

## Historia
Nie są znane początki wsi. Grądy istniały już na początku XV wieku. Pierwsze znane zapiski z 1417 roku mówią o Janie z Grądów. W pierwszej połowie XV wieku Grądy należały do rodziny Szorców herbu Mora. W 1465 roku, po ożenku z Katarzyną Szorc, część Grądów przypadła Krystynowi z Karwowa. On to po osiedleniu się w Grądach zaczął używać nazwiska Grądzki.
W połowie XVIII wieku Grądy dzieliły się na dwie miejscowości – Grądy Szlacheckie i Grądy Włościańskie. Pod koniec XVIII wieku Grądy Włościańskie nazywane były Grądami Chłopskimi.
W 1784 roku wsie były zaściankami szlacheckimi zamieszkanymi przez następujące rodziny:
- Grądy Chłopskie (Włościańskie):
Chojnowscy
Filipkowscy
Krajewscy
- Grądy Szlacheckie:
Grzymałowie
Karwowscy
Kossakowscy (spotykane również jako Kosakowscy)
Ramotowscy
Rostkowscy
Truszkolascy

W połowie XIX wieku zaczęto używać nazw – Grądy Duże i Grądy Małe.
Po drugiej wojnie światowej Grądy Duże zmieniły nazwę na Grądy Wielkie.
Według Powszechnego Spisu Ludności z 1921 roku zamieszkiwało tu 113 osób w 18 budynkach. Miejscowość należała do parafii rzymskokatolickiej w Jedwabnem. Podlegała pod Sąd Grodzki w Stawiskach i Okręgowy w Łomży; właściwy urząd pocztowy mieścił się w Jedwabnem.
W wyniku napaści ZSRR na Polskę we wrześniu 1939 miejscowość znalazła się pod okupacją sowiecką. 2 listopada została włączona do Białoruskiej SRR. 4 grudnia 1939 włączona do nowo utworzonego obwodu białostockiego. Od czerwca 1941 roku pod okupacją niemiecką. 22 lipca 1941 r. włączona w skład okręgu białostockiego III Rzeszy.